# القناة الملكية
القناة الملكية (بالإيرلندية: An Chanáil Ríoga) هي قناة بُنيت في الأصل لنقل البضائع والركاب من دبلن إلى لونجفورد في إيرلندا. وهي إحدى قناتين من دبلن إلى نهر شانون بُنيت في منافسة مباشرة إلى القناة الكبرى. غدت القناة في حالة سيئة في أواخر القرن العشرين، ولكن رُمم جزء كبير منها للملاحة منذ ذلك الحين. أعيد فتح جزء القناة المؤدي إلى نهر شانون في 1 أكتوبر 2010، ولكن لا يزال فرع أخير إلى لونجفورد تاون، مغلقًا.

## التاريخ
أعمال البناء
في عام 1755، أجرى توماس ويليامز وجون كولي مسحًا لإيجاد طريق مناسب لممر مائي من صنع الإنسان عبر شمال لينستر من دبلن إلى شانون. خططا في الأصل لاستخدام سلسلة من الأنهار والبحيرات، بما في ذلك بيون وبلاك ووتر وديل ويَلو وكاملين وإني ولوج ديرايفاراج.

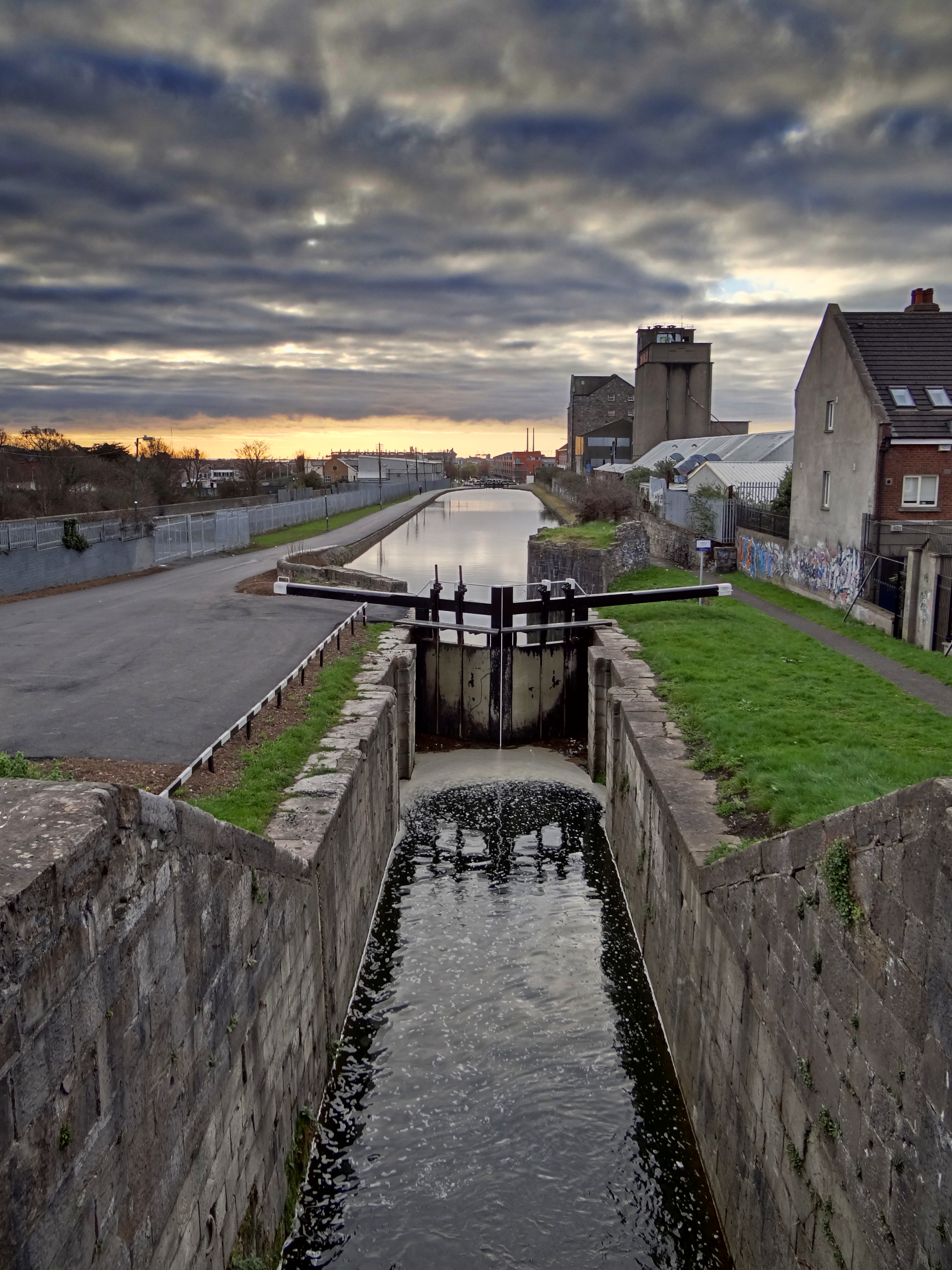
القناة الملكية عند دخولها مدينة دبلن

سعى مدير ساخط لشركة القناة الكبرى للحصول على دعم لبناء قناة من دبلن إلى كلوندارا، على شانون في مقاطعة ويست لونجفورد.
بدأ العمل في هذا المشروع الضخم في مايو 1790 في جسر كروس غنز، فيبسبورو في اتجاه غربي نحو أشتاون. جرى إحياء ذكرى ذلك في اللوحة الموجودة أسفل حجر الأساس لجسر رانالاغ. بعد سبعة وعشرين عامًا، في عام 1817، وصلت القناة إلى شانون، وبلغت التكلفة الإجمالية للبناء 1,421,954 جنيهًا إسترلينيًا، وكان البناء مكلفًا بشكل غير متوقع وكان المشروع مُثخنًا بالمشاكل. في عام 1794 أعلنت شركة القناة الملكية إفلاسها. أصر دوق لينستر، عضو مجلس الإدارة، على أن يسير الممر المائي الجديد في بلدته المحلية ماينوث. كان على البناة أن ينحرفوا عن المسار المخطط له واستلزم ذلك بناء «حوض عميق» بين بلانشاردستاون وكلونسيللا. كما دعا التحويل إلى بناء قناة مياه الجاودار في ليكسليب.
العملية
كانت الأجرة الأصلية لعام 1796 من دبلن إلى كيلكوك 1/1، وهي أرخص بكثير من أجرة الحافلة. بحلول ثلاثينيات القرن التاسع عشر، كانت القناة تحمل 80 ألف طن من البضائع و40 ألف راكب سنويًا.
في عام 1843، في أثناء المشي مع زوجته على طول القناة الملكية، أدرك السير ويليام روان هاميلتون صيغة الكواتيرنيون ونقش أفكاره الأولية في حجر على جسر بروم فوق القناة. يحتفل هاميلتون ووك سنويًا بهذا الحدث. في عام 1845 تم شراء القناة من قبل شركة ميدلاند جريت ويسترن للسكك الحديدية. لقد فكروا في تجفيف القناة وبناء خط سكة حديد جديد على طول قاعها لكنهم قرروا بدلاً من ذلك بناء خط سكة حديد بجانب القناة. يتوازى الاثنان جنبًا إلى جنب من دبلن إلى مولينغار.
في مايو 1847، في أثناء المجاعة الكبرى، غادر مستأجرو ممتلكات الرائد دينيس ماهون في حديقة ستروكيستاون في مقاطعة روسكومون. وقد عُرض على المستأجرين، الذين سيُعرفون محليًا باسم «المفقودين 1490»، إما خيار الهجرة بالمساعدة على المرور، أو التجويع في مزارع البطاطا الفاسدة خاصتهم أو البقاء في ورشات العمل المحلية. أضعفتهم المجاعة، وسار 1490 لعدة أيام على طول ممر قطر القناة الملكية إلى دبلن، حيث وُضعوا على متن قوارب إلى ليفربول، ومن هناك سافروا إلى جروس إيل، كيبيك على متن أربع «سفن تابوت» سفن شحن كانت أيضًا، ومن المفارقات أنها كانت محملة بالحبوب من إيرلندا وكانت غير مناسبة للركاب. تشير التقديرات إلى أن نصف المهاجرين ماتوا قبل الوصول إلى غروس إيل. كانت هذه أكبر عملية نزوح جماعي للمستأجرين خلال المجاعة. اغتيل ماهون في نوفمبر 1847، بعد وصول أنباء إلى روسكومون حول مصير مستأجريه السابقين. يُحتفل سنويًا على ضفاف القناة بهذه الأحداث.
أدت منافسة السكك الحديدية للقناة إلى تآكل أعمالها تدريجياً وبحلول ثمانينيات القرن التاسع عشر انخفضت الحمولة السنوية إلى حوالي 30 ألف طن واختفت حركة الركاب تقريبًا.
وقد عادت إلى الظهور لفترة وجيزة خلال الحرب العالمية الثانية، عندما عادت الخيول والمراكب إلى القناة. استحوذت CIÉ على القناة في عام 1944. مع زيادة حركة السكك الحديدية والطرق، أصبحت القناة غير صالحة. في عام 1974، شكل متطوعون من جمعية الممرات المائية الداخلية في إيرلندا مجموعة وسائل الراحة في القناة الملكية لإنقاذ القناة. بحلول عام 1990، كان لديهم 74 كيلومترًا من القناة، من هويس 12 في بلانشاردستاون إلى مولينجار، افتتح مرة أخرى للملاحة. في عام 2000، جرى الاستيلاء على القناة من قبل الممرات المائية الإيرلندية، وهي هيئة عابرة للحدود مكلفة بإدارة الملاحة الداخلية في إيرلندا. في 1 أكتوبر 2010، أعيد فتح القناة بالكامل رسميًا.

## الإدارة
منذ أوائل القرن التاسع عشر، تمت صيانة القناة من قبل ثماني وكالات متعاقبة: شركة القناة الملكية، ومفوضي الملاحة الداخلية، وشركة القناة الملكية الجديدة، وشركة ميدلاند غريت ويسترن للسكك الحديدية، والسكك الحديدية الجنوبية الكبرى، CIÉ، (من 1986) مكتب الأشغال العامة، والممرات المائية - إيرلندا، بالإضافة إلى أعمال الترميم والصيانة من قبل متطوعي مجموعة وسائل الراحة في القناة الملكية.

## الطريق
تمر القناة عبر ماينوث وكيلكوك وانفيلد ولونغوود ومولينجار وباليماهون ولها فرع إلى لونجفورد. يبلغ الطول الإجمالي للملاحة الرئيسية 145 كيلومترًا (90 ميلًا)، ويحتوي النظام على 46 قفلًا. توجد وحدة تغذية رئيسية واحدة (من لوف أويل) تدخل القناة في مولينجار.